# Antonio Iavarone
Antonio Iavarone (Montesarchio, 26 aprile 1963) è un pediatra italiano.

## Biografia
Ottenuta la specializzazione presso l'Università Cattolica del Sacro Cuore di Roma nel 1991, fino al 1999 ha lavorato presso il reparto di Oncologia Pediatrica del Policlinico Agostino Gemelli di Roma sviluppando ricerche per lo studio del neuroblastoma e riuscendo ad individuare il ruolo della proteina ID2 nello sviluppo di alcuni tumori dei bambini.
Quindi è emigrato negli Stati Uniti dopo aver lamentato, insieme con la collega e moglie Anna Lasorella, l'impossibilità di continuare il proprio percorso di ricerca in Italia a causa del nepotismo. In particolare, in un articolo apparso su La Repubblica nel 2000, i due studiosi denunciarono di essere stati costretti a inserire il nome del figlio del primario nelle loro pubblicazioni scientifiche (circa 25) e di essere stati impossibilitati a scegliersi i propri collaboratori; dichiararono inoltre di essere stati querelati per queste affermazioni.
Dal 2002 è professore di Patologia e Neurologia al Columbia University Institute for Cancer Genetics di New York ed è responsabile di un gruppo autore di ricerche nella lotta contro i tumori.

## Attività di ricerca
Nel 2013 ha pubblicato sulla rivista Nature Genetics e su Clinical Cancer Research uno studio sul glioblastoma multiforme, forma di tumore primario che colpisce il cervello, tra le più aggressive e diffuse. La ricerca ha identificato i geni la cui alterazione è all'origine del tumore cerebrale. La ricerca del gruppo di scienziati guidati da Antonio Iavarone si è classificata al quarantesimo posto (secondo posto nel campo dei tumori) nella classifica dei cento eventi più significativi per la scienza dell'anno 2012 (100 top stories of 2012) stilata dalla rivista Discover.
Per conto del Governo Monti, nel 2012 Iavarone fu chiamato a far parte della task force di "cervelli" di fama internazionale creata per delineare un piano di sviluppo all'altezza dell'interesse della comunità scientifica internazionale.
Nel 2017 ha contribuito alla scoperta del motore dei tumori.

## Opere
- (EN) Devendra Singh, Joseph Minhow Chan e Pietro Zoppoli, Transforming Fusions of FGFR and TACC Genes in Human Glioblastoma, in Science, vol. 337, n. 6099, 7 settembre 2012,  pp. 1231-1235, DOI:10.1126/science.1220834. URL consultato il 5 gennaio 2018.
- Anna Luisa Di Stefano, Alessandra Fucci e Veronique Frattini, Detection, Characterization, and Inhibition of FGFR–TACC Fusions in IDH Wild-type Glioma, in Clinical Cancer Research, vol. 21, n. 14, 15 luglio 2015,  pp. 3307-3317, DOI:10.1158/1078-0432.ccr-14-2199. URL consultato il 5 gennaio 2018.
- Paulina M. Wojnarowicz, Bina Desai e Yvette Chin, A small molecule pan Id protein antagonist shows strong antitumor activity, in Cancer Research, vol. 77, 13 Supplement, 1º luglio 2017,  p. 4975, DOI:10.1158/1538-7445.am2017-4975. URL consultato il 5 gennaio 2018.
- (EN) Véronique Frattini, Stefano M. Pagnotta e Tala, A metabolic function of FGFR3-TACC3 gene fusions in cancer, in Nature, 3 gennaio 2018, DOI:10.1038/nature25171. URL consultato il 4 gennaio 2018.